# Plowden
Plowden est un village du Shropshire en Angleterre faisant partie de la paroisse civile de Lydbury North.

## Géographie
Le village est situé dans la vallée de la River Onny près de Bishop's Castle.

## Histoire
La gare du village est fermée en 1935.
Le village est connu pour Plowden Hall, monument classé au grade II. Bâtiment à pans de bois datant en partie d'environ 1300, il est décrit dans le roman John Inglesant (en) de Joseph Henry Shorthouse (en), qui a désigné l'endroit sous le nom de Lydiard,. Ses propriétaires, la famille Plowden, sont restés catholiques après la Réforme et il y a une église catholique romaine de Saint Walburge à Plowden.
Lorsque Edwin Plowden reçoit une Life peerage (en) en 1959, il pend le titre de Baron Plowden de Plowden dans le comté de Salop.

## Personnalités
- Thomas Falkner (1707-1784), missionnaire, médecin et explorateur, mort à Plowdenhall ;
- Charles Plowden (1743-121), prêtre jésuite, né à Plowdenhall.